# Superliga Brasileira de Voleibol Masculino de 2010–11
A Superliga Brasileira de Voleibol Masculino de 2010–11 foi a 17ª edição desta competição organizada pela Confederação Brasileira de Voleibol através da Unidade de Competições Nacionais. Também foi a 33ª edição do Campeonato Brasileiro de Voleibol Masculino, a principal competição entre clubes de voleibol masculino do Brasil. Participaram do torneio quinze equipes provenientes de seis estados brasileiros: São Paulo, Rio de Janeiro, Minas Gerais, Paraná, Santa Catarina e Rio Grande do Sul.
O Sesi-SP conquistou seu primeiro título da competição após vencer o ASE Sada Cruzeiro por 3 sets a 1. A partida foi realizada no ginásio do Mineirinho, em Belo Horizonte, Minas Gerais.

## Regulamento
A fase classificatória da competição será disputada por 15 clubes em dois turnos. Em cada turno, todos os times jogarão entre si uma única vez. Os jogos do segundo turno serão realizados na mesma ordem do primeiro, apenas com o mando de quadra invertido. Os oito primeiros colocados se classificam para os play-offs. Nesta fase, a vitória garante dois pontos na classificação, a derrota um e o não comparecimento nenhum.
Os play-offs serão divididos em quatro fases - quartas-de-final, meias-finais, disputa pelo terceiro lugar e final.
Nas quartas-de-final haverá um cruzamento entre as equipes com os melhores índices técnicos seguindo a lógica: 1ª x 8ª (A); 2ª x 7ª(B); 3ª x 6ª(C) e 4ª x 5ª(D). Estas jogarão partidas em melhor de 3 (jogos), sendo um mando de campo para cada e o jogo de desempate, se houver, no ginásio da equipe com o melhor índice técnico da fase classificatória. 
As meias-finais serão disputadas pelas equipes que passaram das quartas-de-final, seguindo a lógica: Vencedora do jogo A x Vencedora do jogo D; Vencedora do jogo B x Vencedora do jogo C. Estas jogarão novamente partidas em melhor de 3 (jogos), sendo um mando de campo para cada e o jogo de desempate, se houver, no ginásio da equipe com o melhor índice técnico da fase classificatória.
As equipes derrotadas nas meias-finais irão disputar o terceiro lugar do campeonato em jogo único com mando da equipe com melhor índice técnico da fase classificatória. As vencedoras se classificam para a final, que também será disputada em jogo único; porém, este jogo será realizado no estado de Minas Gerais, ainda sem sede definida.
Estarão garantidas na Superliga Brasileira de Voleibol Masculino de 2011-12 as dez equipes com o melhor índice técnico da primeira fase.

## Equipes participantes
Quinze equipes disputaram o título da Superliga Masculina de 2010/2011. São elas:
| Equipe Nome fantasia                    | Ginásio Cidade                        | Capacidade | Temporada 2009/2010 |
| --------------------------------------- | ------------------------------------- | ---------- | ------------------- |
| Cimed EC Cimed                          | Capoeirão Florianópolis               | 2 000      | 1º                  |
| FUNADEM Montes Claros BMG/Montes Claros | Tancredo Neves Montes Claros          | 5 000      | 2º                  |
| EC Pinheiros Pinheiros/Sky              | Henrique Villaboim São Paulo          | 1 000      | 3º                  |
| ASE Sada Cruzeiro Sada Cruzeiro Vôlei   | Maestro Faustino Itabira              | 4 000      | 4º                  |
| Sesi-SP                                 | Vila Leopoldina São Paulo             | 800        | 5º                  |
| BVC Campinas Medley/Campinas            | Taquaral Campinas                     | 2 600      | 6º                  |
| Minas TC Vivo/Minas                     | Arena JK Belo Horizonte               | 3 650      | 7º                  |
| UCS Sogipa Fátima/Medquímica/Sogipa     | Sogipa Porto Alegre                   | 1 500      | 8º                  |
| CRET São Caetano São Caetano/Tamoyo     | Lauro Gomes São Caetano do Sul        | 4 700      | 9º                  |
| GRER Araçatuba Vôlei Futuro             | Plácido Rocha Araçatuba               | 4 000      | 10º                 |
| ABPV Blumenau Soya/Blumenau/Martplus    | Sebastião Cruz Blumenau               | 3 064      | 11º                 |
| AD Santo André Santo André/Spread       | Pedro Dell'Antonia Santo André        | 3 600      | 12º                 |
| Volta Redonda FC Volta Redonda          | Ilha São João Volta Redonda           | 4 000      | 13º                 |
| IVN Londrina Londrina/Sercomtel         | Moringão Londrina                     | 6 000      | estreante           |
| ADCM São Bernardo BMG/São Bernardo      | Adib Moysés Dib São Bernardo do Campo | 5 730      | estreante           |

## Fase classificatória

### Classificação
- Vitória: 2 pontos;
- Derrota: 1 ponto;
- Não comparecimento: 0 ponto.
- Em caso de igualdade por pontos, os seguintes critérios servem como desempate: número de vitórias, razão de sets e razão de ralis.

|  |                                                                              |
|  | Equipes classificadas às quartas-de-final e garantidas na Série A 2011/2012. |
|  | Equipes classificadas à Série A 2011/2012.                                   |
|  | Não disputarão a Série A 2011/2012.                                          |

|     |                       |     | Jogos | Jogos | Jogos | Pontos | Pontos | Pontos | Sets | Sets | Sets  |
| Pos | Equipe                | Pts | T     | V     | D     | V      | P      | R      | V    | P    | R     |
| --- | --------------------- | --- | ----- | ----- | ----- | ------ | ------ | ------ | ---- | ---- | ----- |
| 1   | Sesi-SP               | 53  | 28    | 25    | 3     | 2563   | 2288   | 1.120  | 78   | 29   | 2.690 |
| 2   | Cimed EC              | 51  | 28    | 23    | 5     | 2398   | 2176   | 1.102  | 74   | 28   | 2.643 |
| 3   | ASE Sada Cruzeiro     | 50  | 28    | 22    | 6     | 2374   | 2083   | 1.140  | 72   | 27   | 2.667 |
| 4   | FUNADEM Montes Claros | 48  | 28    | 20    | 8     | 2471   | 2268   | 1.090  | 68   | 36   | 1.889 |
| 5   | Minas TC              | 46  | 28    | 18    | 10    | 2471   | 2362   | 1.046  | 63   | 45   | 1.400 |
| 6   | EC Pinheiros          | 44  | 28    | 16    | 12    | 2521   | 2388   | 1.056  | 62   | 47   | 1.319 |
| 7   | GRER Araçatuba        | 44  | 28    | 16    | 12    | 2472   | 2413   | 1.024  | 60   | 49   | 1.224 |
| 8   | BVC Campinas          | 42  | 28    | 14    | 14    | 2384   | 2324   | 1.026  | 53   | 52   | 1.019 |
| 9   | IVN Londrina          | 41  | 28    | 13    | 15    | 2167   | 2249   | 0.964  | 44   | 53   | 0.830 |
| 10  | ADCM São Bernardo     | 40  | 28    | 12    | 16    | 2446   | 2537   | 0.964  | 51   | 61   | 0.836 |
| 11  | Volta Redonda FC      | 38  | 28    | 10    | 18    | 2499   | 2614   | 0.956  | 45   | 69   | 0.652 |
| 12  | UCS Sogipa            | 37  | 28    | 9     | 19    | 2109   | 2345   | 0.899  | 37   | 64   | 0.578 |
| 13  | ABPV Blumenau         | 34  | 28    | 6     | 22    | 2144   | 2359   | 0.909  | 30   | 69   | 0.435 |
| 14  | AD Santo André        | 32  | 28    | 4     | 24    | 2058   | 2380   | 0.865  | 22   | 78   | 0.282 |
| 15  | CRET São Caetano      | 30  | 28    | 2     | 26    | 2229   | 2520   | 0.885  | 27   | 79   | 0.342 |

### Resultados
Para um dado resultado encontrado nesta tabela, a linha se refere ao mandante e a coluna, ao visitante.
|                           | BLU | CAM | CIM | CRU | LON | MIN | MOC | PIN | STA | SBE | SCA | SES | SOG | VFO | VRE | Pos |
| BLU ABPV Blumenau         |     | 0–3 | 0–3 | 0–3 | 1–3 | 1–3 | 1–3 | 0–3 | 3–0 | 0–3 | 3–0 | 0–3 | 3–0 | 0–3 | 2–3 | 13º |
| CAM BVC Campinas          | 3–0 |     | 0–3 | 3–1 | 3–0 | 2–3 | 0–3 | 0–3 | 3–0 | 3–1 | 3–0 | 1–3 | 3–1 | 3–2 | 3–2 | 8º  |
| CIM Cimed EC              | 3–0 | 3–1 |     | 2–3 | 3–0 | 3–2 | 3–0 | 3–2 | 3–0 | 3–1 | 3–0 | 1–3 | 3–0 | 3–0 | 3–0 | 2º  |
| CRU ASE Sada Cruzeiro     | 3–0 | 3–0 | 3–0 |     | 3–0 | 3–1 | 0–3 | 3–1 | 3–0 | 3–1 | 3–0 | 1–3 | 3–0 | 3–1 | 3–0 | 3º  |
| LON IVN Londrina          | 2–3 | 3–2 | 3–0 | 0–3 |     | 0–3 | 0–3 | 0–3 | 3–0 | 3–0 | 3–0 | 0–3 | 3–0 | 3–0 | 3–0 | 9º  |
| MIN Minas TC              | 3–1 | 3–1 | 3–2 | 1–3 | 3–1 |     | 3–0 | 3–1 | 3–2 | 3–0 | 3–0 | 1–3 | 3–1 | 2–3 | 0–3 | 5º  |
| MOC FUNADEM Montes Claros | 3–0 | 1–3 | 1–3 | 3–0 | 3–0 | 3–0 |     | 3–2 | 3–0 | 3–1 | 3–0 | 3–1 | 3–0 | 3–1 | 3–1 | 4º  |
| PIN EC Pinheiros          | 3–2 | 3–2 | 1–3 | 0–3 | 3–0 | 3–1 | 3–2 |     | 3–0 | 3–0 | 3–1 | 1–3 | 3–0 | 2–3 | 3–1 | 6º  |
| STA AD Santo André        | 3–2 | 0–3 | 2–3 | 0–3 | 0–3 | 0–3 | 1–3 | 0–3 |     | 3–1 | 0–3 | 0–3 | 0–3 | 1–3 | 2–3 | 14º |
| SBE ADCM São Bernardo     | 3–1 | 3–1 | 1–3 | 3–2 | 3–0 | 2–3 | 2–3 | 3–1 | 3–2 |     | 3–2 | 0–3 | 3–0 | 0–3 | 2–3 | 10º |
| SCA CRET São Caetano      | 1–3 | 0–3 | 0–3 | 1–3 | 2–3 | 0–3 | 3–1 | 1–3 | 1–3 | 1–3 |     | 2–3 | 1–3 | 0–3 | 2–3 | 15º |
| SES Sesi-SP               | 3–1 | 3–0 | 0–3 | 3–2 | 2–3 | 3–1 | 3–2 | 3–1 | 3–0 | 3–1 | 3–1 |     | 3–0 | 3–0 | 3–0 | 1º  |
| SOG UCS Sogipa            | 3–0 | 2–3 | 0–3 | 0–3 | 1–3 | 3–0 | 2–3 | 3–2 | 3–0 | 1–3 | 3–2 | 0–3 |     | 3–2 | 3–0 | 12º |
| VFO GRER Araçatuba        | 3–0 | 3–0 | 2–3 | 0–3 | 3–1 | 0–3 | 3–1 | 3–0 | 3–0 | 2–3 | 3–2 | 2–3 | 3–0 |     | 3–2 | 7º  |
| VRE Volta Redonda FC      | 0–3 | 3–1 | 0–3 | 1–3 | 3–1 | 1–3 | 0–3 | 1–3 | 2–3 | 3–2 | 3–1 | 2–3 | 3–2 | 2–3 |     | 11º |

## Playoffs
|  | Quartas de final    | Quartas de final    | Quartas de final    | Quartas de final    | Quartas de final    |    |                       | Semifinais                   | Semifinais                   | Semifinais                   | Semifinais                   | Semifinais                   |                             |                             | Final                       | Final                       | Final                       | Final                       | Final       | Final       | Final       |
|  | de 21 a 25 de março | de 21 a 25 de março | de 21 a 25 de março | de 21 a 25 de março | de 21 a 25 de março |    |                       | de 30 de março a 15 de abril | de 30 de março a 15 de abril | de 30 de março a 15 de abril | de 30 de março a 15 de abril | de 30 de março a 15 de abril |                             |                             | 24 de abril                 | 24 de abril                 | 24 de abril                 | 24 de abril                 | 24 de abril | 24 de abril | 24 de abril |
|  |                     |                     |                     |                     |                     |    |                       |                              |                              |                              |                              |                              |                             |                             |                             |                             |                             |                             |             |             |             |
|  | 1º                  | Sesi-SP             | 3                   | 3                   |                     |    |                       |                              |                              |                              |                              |                              |                             |                             |                             |                             |                             |                             |             |             |             |
|  | 8º                  | BVC Campinas        | 0                   | 1                   |                     |    |                       |                              |                              |                              |                              |                              |                             |                             |                             |                             |                             |                             |             |             |             |
|  | 8º                  | BVC Campinas        | 0                   | 1                   |                     | 1º | Sesi-SP               | 2                            | 3                            | 3                            |                              |                              |                             |                             |                             |                             |                             |                             |             |             |             |
|  |                     |                     |                     |                     |                     | 1º | Sesi-SP               | 2                            | 3                            | 3                            |                              |                              |                             |                             |                             |                             |                             |                             |             |             |             |
|  |                     | 5º                  | Minas TC            | 3                   | 1                   | 0  |                       |                              |                              |                              |                              |                              |                             |                             |                             |                             |                             |                             |             |             |             |
|  | 4º                  | 5º                  | Minas TC            | 3                   | 1                   | 0  | FUNADEM Montes Claros | 1                            | 2                            |                              |                              |                              |                             |                             |                             |                             |                             |                             |             |             |             |
|  | 4º                  |                     |                     |                     |                     |    | FUNADEM Montes Claros | 1                            | 2                            |                              |                              |                              |                             |                             |                             |                             |                             |                             |             |             |             |
|  | 5º                  | Minas TC            | 3                   | 3                   |                     |    |                       |                              |                              |                              |                              |                              |                             |                             |                             |                             |                             |                             |             |             |             |
|  |                     |                     |                     |                     |                     |    |                       |                              |                              |                              |                              |                              |                             |                             | 1º                          | Sesi-SP                     | 3                           |                             |             |             |             |
|  |                     |                     | 3º                  | ASE Sada Cruzeiro   | 1                   |    |                       |                              |                              |                              |                              |                              |                             |                             |                             |                             |                             |                             |             |             |             |
|  | 2º                  | Cimed EC            | 1                   | 0                   |                     |    |                       |                              |                              |                              |                              |                              |                             |                             |                             |                             |                             |                             |             |             |             |
|  | 7º                  | GRER Araçatuba      | 3                   | 3                   |                     |    |                       |                              |                              |                              |                              |                              |                             |                             |                             |                             |                             |                             |             |             |             |
|  | 7º                  | GRER Araçatuba      | 3                   | 3                   |                     | 7º | GRER Araçatuba        | 2                            | 3                            | 0                            |                              | Disputa pelo terceiro lugar  | Disputa pelo terceiro lugar | Disputa pelo terceiro lugar | Disputa pelo terceiro lugar | Disputa pelo terceiro lugar | Disputa pelo terceiro lugar | Disputa pelo terceiro lugar |             |             |             |
|  |                     |                     |                     |                     |                     | 7º | GRER Araçatuba        | 2                            | 3                            | 0                            |                              | Disputa pelo terceiro lugar  | Disputa pelo terceiro lugar | Disputa pelo terceiro lugar | Disputa pelo terceiro lugar | Disputa pelo terceiro lugar | Disputa pelo terceiro lugar | Disputa pelo terceiro lugar |             |             |             |
|  |                     | 3º                  | ASE Sada Cruzeiro   | 3                   | 2                   | 3  |                       |                              | 21 de abril                  | 21 de abril                  | 21 de abril                  | 21 de abril                  | 21 de abril                 | 21 de abril                 | 21 de abril                 |                             |                             |                             |             |             |             |
|  | 3º                  | 3º                  | ASE Sada Cruzeiro   | 3                   | 2                   | 3  | ASE Sada Cruzeiro     | 3                            | 21 de abril                  | 21 de abril                  | 21 de abril                  | 21 de abril                  | 21 de abril                 | 21 de abril                 | 21 de abril                 | 3                           |                             |                             |             |             |             |
|  | 3º                  |                     |                     |                     |                     |    | ASE Sada Cruzeiro     | 3                            |                              |                              |                              |                              |                             |                             |                             | 3                           |                             |                             |             |             |             |
|  | 6º                  | EC Pinheiros        | 1                   | 1                   |                     |    |                       |                              |                              |                              |                              |                              |                             |                             |                             |                             |                             |                             |             |             |             |
|  |                     |                     |                     |                     |                     |    |                       |                              |                              |                              |                              |                              |                             |                             | 5º                          | Minas TC                    | 0                           |                             |             |             |             |
|  |                     |                     |                     |                     |                     |    |                       |                              |                              |                              |                              |                              |                             |                             | 7º                          | GRER Araçatuba              | 3                           |                             |             |             |             |

## Classificação final
| Posição        | Equipe                | Classificação/rebaixamento                          |
| -------------- | --------------------- | --------------------------------------------------- |
| Campeão        | Sesi-SP               | Sul Americano de Clubes de 2011 · Série A 2011/2012 |
| Vice-campeão   | ASE Sada Cruzeiro     | Série A 2011/2012                                   |
| Terceiro lugar | GRER Araçatuba        | Série A 2011/2012                                   |
| 4              | Minas TC              | Série A 2011/2012                                   |
| 5              | Cimed EC              | Série A 2011/2012                                   |
| 6              | FUNADEM Montes Claros | Série A 2011/2012                                   |
| 7              | EC Pinheiros          | Série A 2011/2012                                   |
| 8              | BVC Campinas          | Série A 2011/2012                                   |
| 9              | IVN Londrina          | Série A 2011/2012                                   |
| 10             | ADCM São Bernardo     | Série A 2011/2012                                   |
| 11             | Volta Redonda FC      |                                                     |
| 12             | UCS Sogipa            |                                                     |
| 13             | ABPV Blumenau         |                                                     |
| 14             | AD Santo André        | Série B 2012                                        |
| 15             | CRET São Caetano      | Série B 2012                                        |

| Superliga 2010/2011         |
| São Paulo                   |
| --------------------------- |
| Sesi-SP Campeão (1º título) |